# Ielena Sennikova
Ielena Vladimirovna Sennikova (en russe : Елена Владимировна Сенникова) est une ancienne joueuse de volley-ball russe née le 20 mars 1979 à Iekaterinbourg. Elle mesure 1,80 m et jouait au poste de libero. 

## Clubs
| Club                 | De        | À         |
| -------------------- | --------- | --------- |
| Ouralotchka          | 1995-1996 | 1997-1998 |
| Ouraltransbank       | 1998-1999 | 2000-2001 |
| Ouralotchka NTMK     | 2001-2002 | 2002-2003 |
| Dynamo (Moscou Rég.) | 2003-2004 | 2003-2004 |
| Ouralotchka NTMK     | 2004-2005 | 2008-2009 |
| Avtodor-Metar        | 2009-2010 | 2010-2011 |
| VK Tioumen           | 2011-2012 | 2011-2012 |

## Palmarès

### Équipe nationale
- Championnat d'Europe[1]
  - Vainqueur : 1999.
- Coupe du monde
  - Finaliste : 1999.
- Grand Prix mondial
  - Vainqueur : 1999.
  - Finaliste : 1998, 2003.
- Championnat d'Europe des moins de 18 ans
  - Finaliste : 1995.
- Championnat du monde des moins de 18 ans
  - Finaliste : 1995.

### Clubs
- Championnat de Russie
  - Vainqueur : 1996, 1997, 1998, 2003, 2005.
  - Finaliste : 1999, 2000, 2004.
- Ligue des champions
  - Finaliste : 2000.